# Combate de Foz de Arouce
La batalla de Foz de Arouce fue un suceso bélico acaecido el 15 de marzo de 1811 durante la retirada de Massena, en la última parte de la tercera invasión francesa de Portugal. Esta batalla está relacionada con el conjunto de acciones retardadoras ejecutadas por las tropas francesas bajo el mando del mariscal Ney.

## Antecedentes
Durante la tercer invasión francesa de Portugal, el ejército de Massena fue detenido por un sistema defensivo conocido como Líneas de Torres Vedras. Por no haber recibido refuerzos que le permitieran atacarlas y ante las grandes dificultades en aprovisionar su ejército, Massena decidió retirarse en dirección al Valle del Mondego.
A partir de Condeixa, Massena comprendió que no tenía condiciones para establecerse en el Valle del Mondego y, por eso, decidió seguir en dirección a la frontera española. El primer objetivo era Celorico donde lo deberían aguardar la División Conroux del Noveno Cuerpo de Ejército (IX CE). Mientras el VIII CE seguía por la carretera Condeixa – Casal Novo – Miranda do Corvo y escoltaba los trenes, el VI CE siguió con su misión de ser la Guardia de Retaguardia del ejército de Massena. Después del combate de Casal Novo las tropas francesas continuaron su marcha para Celorico. En esa tarde, el II CE, que había iniciado la retirada por un camino distinto, se juntó a la columna principal del ejército de Massena en Miranda do Corvo. De este modo, Massena había reunido una fuerza con alrededor de 44.000 hombres. El itinerario que seguían era terreno montañoso y de difícil acceso, por eso, Massena dio orden para que fuera destruido todo lo que no era considerado esencial.
Después de la destrucción de la mayor parte de los equipajes (14 de marzo), se siguió una marcha nocturna. El II CE siguió al frente, seguido por el VIII CE. Miranda do Corvo fue incendiada para ralentizar el avance de las tropas anglo-lusitanas que mantenían la persecución y Ney reinició la retirada el día 15 por la mañana. Después de una marcha penosa, los II y VIII CE alcanzaron el valle del Ceira en su paso por la población de Foz de Arouce y atravesaron el río por el puente que se encontraba parcialmente destruido pero aún útil. Ney, que llegó más tarde, apenas envió para el otro lado del río la División de Loison y una brigada de la División de Mermet. Ney permaneció, con la División de Marchand, una brigada de la División de Mermet y la Caballería Ligera de Lamotte, en el margen izquierdo (occidental) del Río Ceira. Por su lado, Wellington inició una marcha de persecución en la mañana del día 15 debido a la densa niebla que persistió en las primeras horas de la mañana. El comandante de la coalición anglo-portuguesa no quiso arriesgar avanzar sin visibilidad, pues corría el riesgo de ser sorprendido por los franceses. La persecución solo fue retomada cuando la visibilidad permitió confirmar que, del otro lado del Río Eça, en el horizonte, no se encontraba el ejército de Massena dispuesto a atacarlo. Cuando Picton (3ª División) y Erskine (División Ligera) avistaron a las tropas francesas, en los márgenes del Río Ceira, ya fue a mitad de la tarde.

## El campo de batalla
Foz de Arouce es una población y freguesía en el municipio de Lousã. Se sitúa en el margen derecho del Río Ceira. Para atravesar el río Ceira existía un puente romano (aún existe). En ambos márgenes del río el terreno es montañoso.

## Las fuerzas en presencia

### Las fuerzas francesas
Las fuerzas francesas involucradas en la batalla de Foz de Arouce fueron dos divisiones del VI CE (Sexto Cuerpo de Ejército) bajo el mando del mariscal Ney. Los efectivos conocidos referentes a estas unidades reportan al día 1 de enero de 1811, estando muy distante esta fecha de 15 de marzo de 1811 (cuando se libró la batalla) y, de esta forma, no corresponden a la realidad pero pueden dar una idea de los cuantitativos envueltos. Fueron las siguientes unidades:
- 1ª División de Infantería, bajo el mando del General de División Jean-Gabriel Marchand, con 182 oficiales y 4.805 plazas;
- 2ª División de Infantería, bajo el mando del General de División Julien Auguste Joseph Mermet, con 212 oficiales y 6.040 plazas; sólo fue empeñada una Peleada;
- Brigada de Caballería Ligera, bajo el mando del General de Peleada Auguste Étienne Marie Lamotte, con 48 oficiales y 604 plazas.

La 3ª División de Infantería (de Loison) se encontraba del otro lado del río (margen derecha).

### Las fuerzas anglo-lusas
Del ejército de Wellington participaron solo dos divisiones británicas. Sin embargo, Wellington podía aun disponer de tres divisiones británicas más –las 1ª, 5ª y 6ª Divisiones– y de dos Brigadas Independientes Portuguesas, las 1ª y 5ª brigadas. Las unidades involucradas fueron:
- 3ª División, con un efectivo de 6.050 hombres (4.500 británicos, 1.550 portugueses), bajo el mando del Mayor-General Sir Thomas Picton; de esta división formaba parte a 8ª Brigada de Infantería Portuguesa, bajo el mando del Teniente-Coronel Charles Sutton, que comprendía dos batallones del RÍE 9 (Regimiento de Infantería 9) y dos del RÍE 21;
- División Ligera, con un efectivo de 4.300 hombres (3.400 británicos, 900 portugueses), bajo el mando del Mayor-General Sir William Erskine;Las unidades portuguesas de esta División eran Cazadores 1 y Cazadores 3;

## El Combate
Cuando la División Ligera y a 3ª División avistaron a las tropas francesas en los márgenes del Río Ceira ya era de tarde. La mayor parte del ejército de Massena se extendía por varios kilómetros por el horizonte más allá del río (margen derecho). En el margen izquierdo, en dos colinas, se encontraban la División de Marchand, una Brigada de la División de Mermet y la caballería de Lamotte. Picton y Erskine entendieron que ya era demasiado tarde para lanzar un ataque y además de eso la 6ª División, la que se encontraba más próxima, aún venía un poco atrás. De este modo, dieron órdenes para que sus unidades acampen y para que montaran puestos de vigilancia. Wellington llegó a las posiciones que sus unidades ocupaban poco antes de oscurecer.

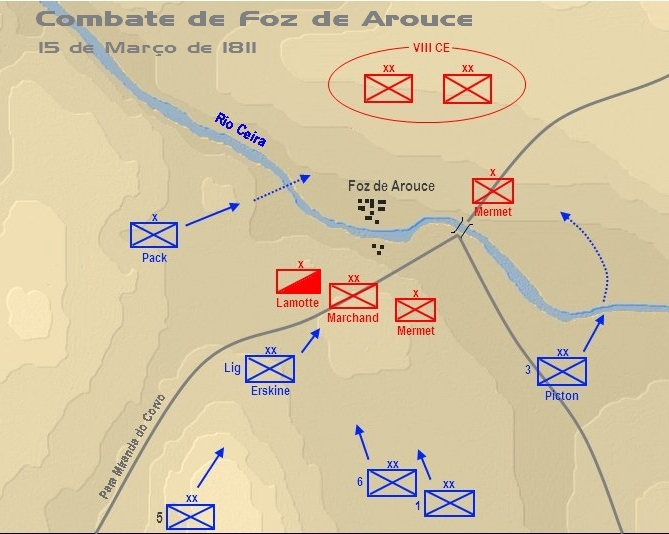
Posición y movimientos de las principales fuerzas en Foz de Arouce.

El razonamiento que habían hecho los dos generales británicos fue, que aunque hube hecho Ney que, de adelantar la hora, ya no esperaba entrar en combate. Así, además de establecer débiles medidas de seguridad – su caballería no detectó la aproximación de los Aliados - las tropas no ocuparon las posiciones defensivas adecuadas. Fue entonces que Wellington percibió  llegando al frente, cuando, pudo observar las posiciones enemigas y no perdió la oportunidad: resolvió atacar inmediatamente. La 3ª División recibió orden para atacar la izquierda francesa y la División Ligera para atacar su derecha. Con esta decisión obtenía el efecto de sorpresa.
Fue la sorpresa que le permitió obtener el éxito inmediatamente en el primer ataque. Algunas compañías del 95th Rifles (de la División Ligera) siguieron por una carretera estrecha y llegaron al centro de Foz de Arouce, muy cerca del puente, casi sin encontrar oposición. Las demás unidades de la División Ligera se involucraron en un combate frontal con la División de Marchand y a 3ª División se dirigió para la Brigada de Mermet que constituía el flanco izquierdo francés. A pesar de la débil oposición encontrada por las compañías del 95th Rifles al final entraron en contacto con algunas fuerzas francesas. La confusión del combate con estas compañías, del lado del puente, alertó las tropas francesas para el peligro de quedar con la retaguardia cortada y varias unidades abandonaron la línea de combate y se dirigieron apresuradamente en dirección al río. Al intentar atravesar el puente, acabaron por ser confrontados con la caballería de Lamotte, que había atravesado el río aproximadamente una hora antes, de pasar para el margen izquierdo, donde se encontraba la División Marchand. Impedidos de pasar, los fugitivos intentaron la travesía en un vado cercano a la confluencia de los ríos. El caudal del río estaba alto y muchos se ahogaron y el águila regimental (del 39º Regimiento) se perdió y su comandante fue capturado.
Ney salvó la situación lanzando el 3º Batallón del 69º Regimiento (3/69me) en un contraataque contra las compañías del 95th Rifles que habían entrado en Foz de Arouce y amenazaban el puente. Ellas fueron obligadas a retirarse donde se encontraban los otros batallones de la División Ligera. El pasaje por el puente quedó así libre y las tropas francesas lo atravesaron con algún desorden. Mientras lo hacían fueron víctima del fuego de la artillería aliada y también del VIII CE que en medio de la confusión no pudieron distinguir entre las fuerzas amigas y las enemigas. Sin embargo anocheció y los franceses, después de completar la travesía explotaron el puente.
Las fuentes francesas documentan bajas que varían entre 200 y 400. Charles Oman ofrece una estimativa de cerca de 250 bajas. Del lado de los Aliados se registraron 71 bajas (9 muertos y 62 heridos) siendo dos portuguesas. Fue capturado el equipaje de Marchand y de Mermet, y alguna cantidad de bizcocho que la División Ligera no dejó de aprovechar. La persecución permitiría ahora a las tropas francesas ganar alguna distancia pues Wellington no podía avanzar con fuerza sin arreglar el puente, no solo para el paso de sus tropas pero también de los abastecimientos que ahora eran necesarios hacer llegar al frente. Aún no había sido establecido un depósito en Coímbra y, así, todos los abastecimientos venían de Lisboa. En cuanto al ejército de Massena, le restaba continuar su retirada a través de un territorio despoblado.
El historiador Charles Oman hace una comparación entre este combate y lo que se trabó el año anterior, en el inicio de la invasión, en la región de Almeida. En ambos casos, como refiere aquel autor, una guardia de retaguardia fue tentada a permanecer demasiado tiempo para allá de un curso de agua que apenas podía ser atravesado en un puente estrecho, casi llevando al desastre completo.